# Śaṅkara
Saṅkara, Śaṅkarācārya, Śaṃkara, anche Adi Shankara o, nell'adattamento anglosassone, Shankara (788? – 820?), è stato un teologo e filosofo indiano, nonché il fondatore della scuola dell'Advaita Vedānta (propugnatrice della dottrina detta kevalādvaita).
Vissuto tra il VII e l'VIII secolo e.v. (o tra il VI e VII secolo; datazioni tradizionali oggi non confermate: 788-820) ebbe una profonda influenza nello sviluppo dell'induismo attraverso la sua dottrina non dualistica.
Durante la sua vita si dedicò alla redazione di commentari sulle Upaniṣad vediche, sul Brahmasūtra e sulla Bhagavadgītā. Ha difeso la grandezza e l'importanza delle sacre scritture induiste, le Śruti, ossia la letteratura vedica, ridando nuova linfa all'induismo nel momento in cui il buddhismo e il giainismo stavano diffondendo le proprie dottrine, da lui considerate eterodosse.

## Biografia
Conosciamo la vita di Śaṅkara grazie alle agiografie tra le quali la più influente e diffusa è lo Śaṅkaradigvijaya (anche Saṅkṣepa Śaṅkarajaya) attribuito a Mādhava, e composta tra il 1650 e il 1800 con probabili rimaneggiamenti fino alla metà del XIX secolo, e che comprende testi anteriori attribuiti a Vysācala e a Tirumalla Dīkṣita, il che rende difficile stabilire la sua effettiva storicità. Un'altra meno diffusa agiografia, lo Śaṅkaravijaya di Anantānandagiri, è relativa alla tradizione meridionale del Kāñcīpuram.
Stando alla biografia presente nello Śaṅkaradigvijaya, Śaṅkara è nato da una famiglia di casta brahmanica, appartenente alla comunità ortodossa dei Nambūṭiri della città di Kālati (Kerala). I genitori non ebbero figli finché, per rispondere alle loro preghiere, lo stesso dio Śiva decise di incarnarsi (avatāra) nel loro figlio, Śaṅkara.
Giunto all'età di sette anni Śaṅkara aveva già compiuto tutti gli stadi dello āśrama hindū, decidendo quindi di intraprendere il saṃnyāsa. Abbandonò quindi la famiglia e la madre, sofferente per la sua scelta, divenendo discepolo di Govindanātha (anche Govindapāda) che insegnava in una località presso il fiume Narmada. In alcune sue opere Śaṅkara afferma che il maestro del suo maestro fu Gauḍapāda, dal che la tradizione indica Govindanātha come allievo di quest'ultimo considerato come il primo pensatore advaita ("non dualista").
Recatosi, su indicazione di Govindanātha, a insegnare a Vārāṇasī, lì Śaṅkara ebbe come primo suo discepolo Sanandana (Padmapāda).
All'età di dodici anni, sempre secondo le agiografie, salì sull'Himalaya giungendo a Badarī, dove compose il celebre commentario al Brahmasūtra, il Brahmasūtra-bhāṣya, e gli altri commentari sulla Bhagavadgītā e sulle Upaniṣad vediche.
Divenne quindi itinerante, pronto nelle dispute filosofiche e teologiche a difendere l'interpretazione religiosa dello advaitavedānta.
L'agiografia di Mādhava indica Kedarnāth come luogo della morte di Adiśamkarācārya.

## Dottrine
Le dottrine elaborate da questo santo e teologo hindū posseggono il precipuo scopo di realizzare l'emancipazione dai legami karmici nei confronti del saṃsāra, e quindi ottenere la liberazione da questi (mokṣa). E l'unico modo per ottenere ciò è, per Śaṅkara, la retta conoscenza (jñāna) che consente la completa e immediata liberazione, la quale diviene definitiva dopo la morte.
Per Śaṅkara, quindi, le altre pratiche religiose come la bhakti (la devozione nei confronti della divinità), o l'attività sacrificale e le restanti pratiche cultuali e morali, non consentono il raggiungimento del fine ultimo, ma solo l'ottenimento di rinascite favorevoli.
Una condotta libera dagli attaccamenti mondani, gli insegnamenti di un guru e lo studio attento, sotto la supervisione di questi, della letteratura vedica, soprattutto upaniṣadica, sono l'unico mezzo per ottenere lo scopo ultimo. Da notare che lo studio della letteratura vedica, quindi upaniṣadica, è precluso ai non-dvija (a coloro che non sono "nati due volte"), ovvero alle donne, agli śūdra e, a maggior ragione, agli avarṇa ("fuori casta"), che risultano quindi esplicitamente esclusi da questo percorso di liberazione.
Le dottrine di Śaṅkara, quindi la sua interpretazione della letteratura sacra, è detta advaita ("non duale") ovvero assegna come "realtà assoluta" (paramārthika) e ultima il solo Brahman, laddove, un altro  darśana hindū, il più antico sāṃkhya, intende invece allo stesso modo reale due piani dell'esistente: lo "spirito" (puruṣa) e la "materia" (prakṛti).
Dal che, per questa dottrina, il mondo mutevole (il sofferente saṃsāra) è pura apparenza (vivarta) e non ha fondamento "reale", sorgendo dallo stesso Brahman. Allo stesso modo, l'ātman individuale coincide con il Brahman universale, quindi anche la "coscienza" individuale (cit) risulta sovrapponibile all'Essere (sat) e quindi al Brahman stesso.
Il saṃsāra sofferente si genera nel momento in cui per mezzo di un processo indicato con il termine adhyāsa si produce l'illusoria divisione (māyā) del Brahman-ātman in esseri individuali (jīva) e Dio (Īśvara), dove quest'ultimo diviene causa efficiente dell'universo materiale. È lo stesso Brahman che per mezzo della sua potenza (śakti) produce la māyā, emanando così il mondo delle diversità ma rimanendo esso stesso unicità.
Il mokṣa si concretizza quindi nella rimozione di questa avidyā ("ignoranza", "mancanza di conoscenza"), di questa māyā ("illusione"), che non consente di scorgere la cifra ultima e unica del reale, il Brahman.
Per addivenire a queste conclusioni Śaṅkara prende in analisi tre istanze della realtà/verità:
- la prima, detta vyāvahāriksatya ("verità /realtàconvenzionale") è il mondo della veglia costituito dal continuo fluire delle percezioni cui l'uomo dà coerenza per mezzo delle dimensioni dello spazio, del tempo e della causalità;
- la seconda detta pratibhāṣikasatya ("verità/realtà intorno alla quale si può parlare") è il mondo onirico, ovvero quello delle allucinazioni e dei miraggi, il quale sprovvisto di quella coerenza che invece possiede il mondo della veglia, consegue il suo livello di realtà finché questo gli viene attribuito;
- la terza, ed ultima, detta paramārthikasatya ("verità/realtà ultima") è la realizzazione del brahman, privo di percezioni, immagini e attributi (nirguṇa), privo quindi del divenire continuo proprio del vyāvahāriksatya e del divenire frammentario proprio del pratibhāṣikasatya.

L'uomo subendo l'influsso di māyā, vede il Brahman, unico, come molteplice, come se, a una luce fioca, scambiasse una corda per un serpente spaventandosi.
Vi sono quindi tre "viste":
- quella dell'avidyā, l'ignoranza/nescienza, che accetta supinamente le verità e le percezioni mondane, soffrendone l'impermanenza e la contraddizione, identificandosi con il corpo fisico e condannandosi al divenire del saṃsāra;
- quella della "conoscenza", ma ancora nel mondo, che si avvia a comprendere mediante la meditazione, ovvero che il mondo più che"essere" reale, "sembra" reale;
- quella della "intuizione" profonda che, con la conquista della meta meditativa, scopre l'irrealtà e l'illusorietà del mondo e del mondano, penetrando nella "montagna sacra" guarda al mondo leggendone l'unità soggiacente, al di là dei nomi, dei concetti e delle percezioni. Tutto viene e riassorbito e scompare nella luce eterna del Brahman, il "senza attributi" (nirguṇa):

(Śaṅkara Aparokṣānubhūti, 23-28; traduzione di Gianluca Magi, p. 10052)
La profonda consapevolezza dell'unitarietà del Reale e di ogni cosa in esso raccolta rende conto dell'errore nel percepire l'altro come diverso da sé. Tutto è pura Realtà, Coscienza e Beatitudine (Saccidānanda) e in ciò consiste la liberazione dalla mondanità, ovvero dalle sue passioni e catene e, quindi, dal ciclo delle rinascite.

## Opere
Sono troppi i testi attribuiti a Śaṅkara perché questi possano essere effettivamente suoi. Tra i più importanti, e comunque a lui attribuite, si possono considerare (evidenziate in giallo), le opere che secondo Paul Hacker, Mayeda Sengaku ed altri studiosi possono essere ragionevolmente attribuite a Śaṅkara, tutte le altre opere risulterebbero di autori più tardi e a lui attribuite :
- I commentari (bhāṣya) alle seguenti opere:
  - Bṛhadāraṇyaka Upaniṣad;
  - Chāndogya Upaniṣad;
  - Taittirīya Upaniṣad;
  - Aitareya Upaniṣad;
  - Kena Upaniṣad;
  - Īṣa Upaniṣad;
  - Kaṭha Upaniṣad;
  - Praśna Upaniṣad;
  - Muṇḍaka Upaniṣad;
  - Māṇḍūkya Upaniṣad;
  -  Gauḍapādīyakārikā
  - Bhagavadgītā;
  - Brahmasūtra
- Upadeśasāhasrī;
- Dakṣiṇāmūrtistotra;
- Pañcīkaraṇa;
- Aparokṣānubhūti;
- Ātmabodha;
- Śataślokī;
- Bālabodhinī;
- Ātmānātmaviveka;
- Tattvabodha;
- Daśaṣlokī;
- Vivekacūḍāmaṇi;
- Vākyavṛtti;
- Advaitapañcaratna;
- Māyāpañcaca;
- Laghuvākyavṛtti;

Sempre a Śaṅkara si deve la prima opera dossografica hindū, il Sarvavedāntasiddhāntasārasaṃgraha.

## Gli ordini religiosi

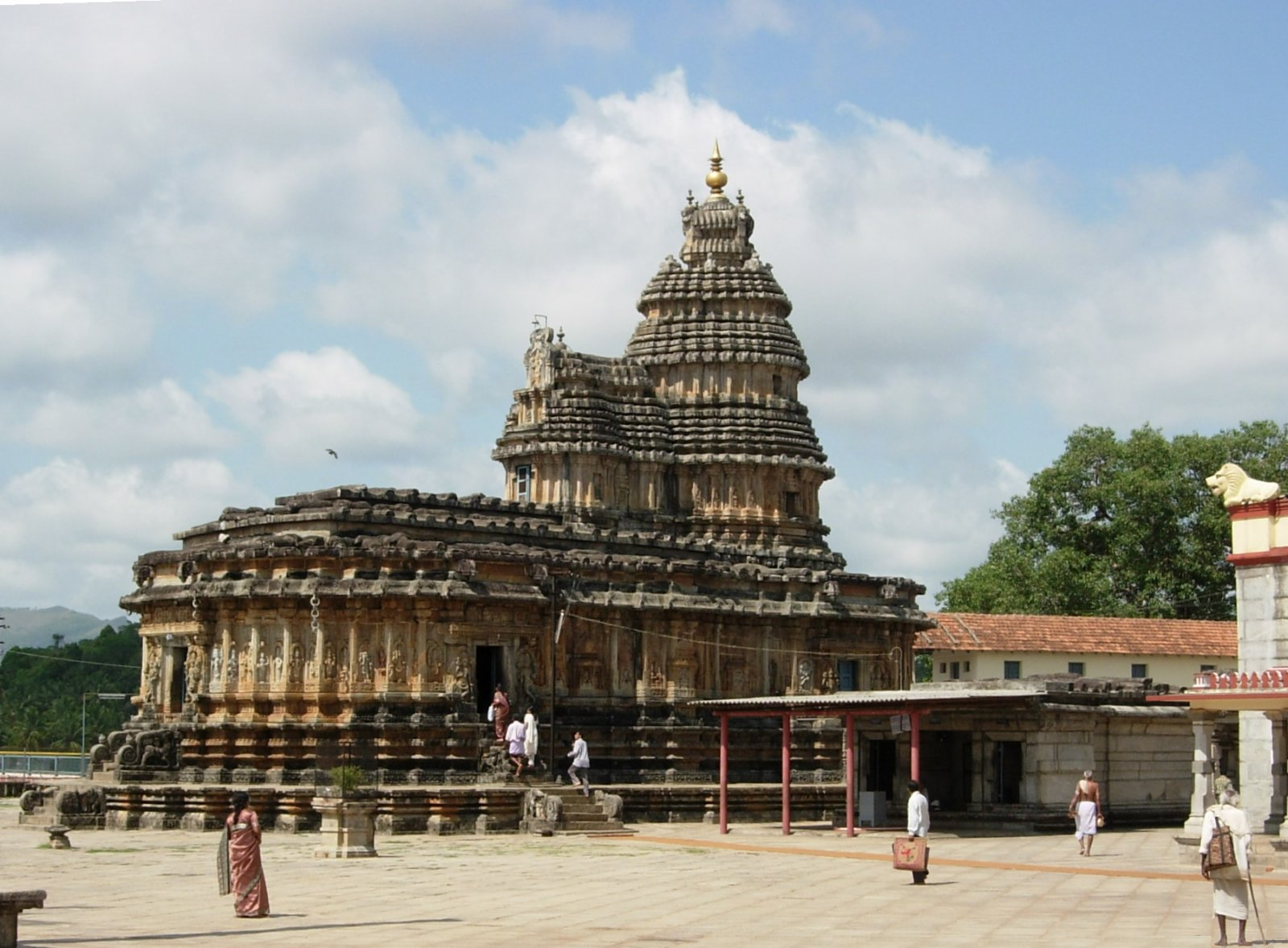
Il tempio a Śṛṅgerī nel Karṇataka che la tradizione vuole fondato da Śaṅkara nell'VIII secolo.

Secondo alcune tradizioni Śaṅkara fondò quattro (o cinque) centri religiosi per diffondere le dottrine proprie dell'advaitavedānta.
I monaci (saṃnyāsa) appartenenti a tali centri religiosi vengono collettivamente indicati con il nome di daśanāmi ("diecinomi") in quanto sono divisi in dieci differenti ordini monastici i cui componenti acquisiscono un diverso nome collegato al proprio ordine:
- al tempio di Badarī nello Himalaya, a cui corrisponde l'ordine monastico dei "Giri";
- al tempio Dvārakā nel Gujarat, a cui corrisponde l'ordine monastico degli "Āśrama";
- al tempio di Puri in Orissa, a cui corrisponde l'ordine monastico degli "Araṇya";
- al tempio di Śṛṅgerī nel Karṇatak, a cui corrisponde l'ordine monastico dei "Bhāratī";
- al tempio di Kāñcīpuram, a cui corrisponde l'ordine monastico dei "Sarasvatī".

Ad altri centri religiosi dipendono i restanti cinque ordini monastici: "Tīrtha", "Purī", "Vaṇa", "Parvata" e "Sāgara".
Dai nomi comprendiamo l'origine dell'assegnazione funzionale di tali ordini: gli "Āśrama" erano preposti alla vita nei cenobi; gli "Araṇya" e i "Vaṇa", agli eremi nelle foreste; "Giri" e "Parvata" a quelli sulle montagne; "Sāgara" in riva al mare; "Purī" nelle città; "Tīrtha" presso i santuari.